# Chiesa di San Michele dei Pagani
La chiesa di San Michele dei Pagani in comune di Trasaghis (Udine) sorge sopra l'abitato della frazione di Braulins.

## Storia
Non vi sono notizie certe in proposito alla data di costruzione che probabilmente risale al XIII secolo, si tramanda che sia stata edificata sopra un luogo di culto di età longobarda. Secondo la tradizione locale, venne eretta dalla popolazione del piccolo nucleo sorto attorno al  castello di Bragolino sul sedime di un antico tempio pagano.
Dopo un lungo periodo di abbandono e rovina, l'edificio venne restaurato dalla popolazione negli anni 1925 – 1929, in memoria dei caduti nella prima guerra mondiale. È uno dei pochi fabbricati avente valore artistico-architettonico della zona che si sono salvati dalla distruzione provocata dal terremoto del 1976.

## Descrizione

### Esterno
L'edificio, esternamente dipinto di rosso, misura circa 7 metri per 5, incastonato al costone roccioso del monte Brancot, privo di facciata perché addossato a una parete rocciosa strapiombante, che costituisce parte del perimetro. Lo si raggiunge da un sentiero che parte dall'abitato di Braulins. Sul lato sud, vi è una piccola abside semicircolare con a fianco, sopra lo spiovente della parete di fondo, una monofora campanaria. 
Vi si accede da due entrate poste ai lati.

### Interno
All'interno, nel catino absidale troviamo l'affresco raffigurante la Santissima Trinità, di autore sconosciuto di modesta levatura, probabilmente appartenente alla cerchia di Giulio Urbanis e risalente alla fine del XVI secolo. Nella parete, affresco parietale con caratteristiche della fine del XIII secolo, che ritrae l'arcangelo san Michele nimbato che regge la bilancia del giudizio.